# Неметы

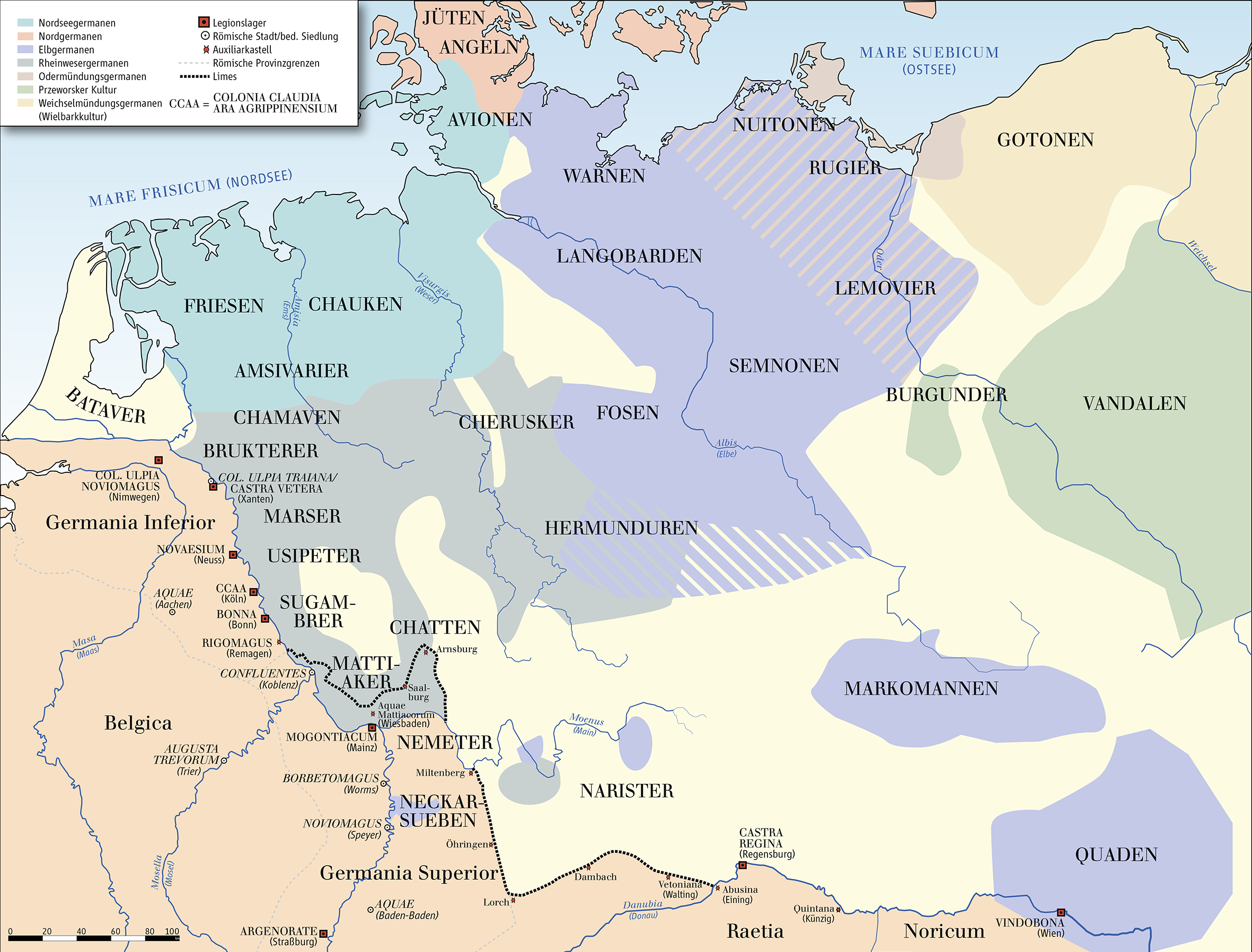
Карта германских племен в 50-100 гг. н. э.: Jüten, Angeln, Avionen, Mare Balticum (Ostsee), Nuitonen, Warnen, Rugier, Gotonen, Mare Friscum (Nordsee), Friesen, Chauken, Langobarden, Lemovier, Bataver, Amisvarier, Semnonen, Burgunder, Vandalen, Chamaven, Bruterer, Germania Inferior, Marser, Usipeter Sugambrer, Chatten, Mattiaker, Belgiaca, Nemeter, Neckarsueben, Fosen, Hermunduren, Narister, Markomannen, Moenus (Main), Narister, Castra Regina (Regensburg) Abusina (Eining), Quintana (Künzing), Raetia, Noricum, Vindobona (Wien), Quaden, Germania Superior, Aquae, Lorch, Argenorate (Straßburg), Augusta Trevorum (Trier), Belgia, Mosella (Mosel), Masa (Maas)

Неметы (лат. Nemetes, др.-греч. Νέμητες) — древнегерманское племя, упоминаемое у Цезаря в Записках о Галльской войне. Он сообщает, что неметы перешли реку Рейн вместе со свевами вождя Ариовиста. Позднее они поселились между Пфальцем и Боденским озером рядом с треверами и вангионами и были быстро романизированы.
По мнению Тацита это племя без сомнения относилось к германцам, хотя происхождение их названия возводится к кельтскому языку. Согласно небесспорной теории название племени было заимствовано в различные языки, включая русский («немцы»), польский («niemcy»), румынский («nemți»), среднегреческий («Νεμίτζοι») и венгерский («német»), в качестве названия национальности «немцы». В 50 году неметы вместе с римлянами и вангионами противостояли вторжению хаттов.
Главным городом неметов был, в латинском наименовании, Новиомагус Неметум (лат. Noviomagus Nemetum), в настоящее время на его месте находится Шпайер.

## Примечание
1. ↑  Künzl E. Die Germanen. — Stuttgart: Konrad Theiss Verlag, 2006, S. 58.
2. ↑  Тацит. Germania 28.
3. 1 2  Xavier Delamarre (2003). Dictionnaire de la langue gauloise. Éditions Errance, p. 233.
4. ↑  The Journal of Indo-European studies 1974, v.2 Архивная копия от 8 декабря 2017 на Wayback Machine
5. ↑  Etymology of the Polish-language word for Germany Архивная копия от 2 апреля 2008 на Wayback Machine (пол.)
6. ↑  CD-версия Этимологического словаря русского языка Макса Фасмера. ИДДК. Дата обращения: 5 декабря 2018. Архивировано 5 декабря 2018 года.
7. ↑  Тацит. Анналы, XII: 27. Архивная копия от 4 марта 2016 на Wayback Machine
8. ↑  Птолемей. Geographia, II:8.

### Комментарии
1. ↑  См. также Неметон